# Marcin Marciniszyn
Marcin Marciniszyn (Polonia, 7 de septiembre de 1982) es un atleta polaco, especialista en la prueba de relevos 4x400 m, con la que ha logrado ser medallista de bronce mundial en 2007.

## Carrera deportiva
En el Mundial de Osaka 2007 gana la medalla de bronce en los relevos 4x400 m, con un tiempo de 3:00.05 (mejor marca persona), quedando tras los estadounidenses (plata) y los bahameños (bronce), y siendo sus compañeros de equipo: Marek Plawgo, Daniel Dąbrowski y Kacper Kozłowski.